# جزیره کورنوالیس (نوناووت)
جزیره کورنوالیس (به انگلیسی: Cornwallis Island) یک جزیره در کانادا است که در نوناووت واقع شده‌است.

## خصوصیات
جزیره کورنوالیس ۲۲۹ نفر جمعیت دارد و ۳۵۹ متر بالاتر از سطح دریا واقع شده‌است.